# Matt Holland (Wasserballspieler)
Matthew „Matt“ Holland (* 22. Juni 1989 in Carshalton, Greater London) ist ein britischer Wasserballspieler auf der Position eines Torhüters, der mit der britischen Wasserballnationalauswahl, die seit 1956 nicht mehr an den Olympischen Sommerspielen vertreten war, bei den Olympischen Sommerspielen 2012 teilnahm.

## Leben und Karriere
Der im Frühsommer 1989 im Londoner Vorort Carshalton im London Borough of Sutton geborene Holland begann bereits in seiner Jugend mit dem Wasserballsport. Holland, der einen Abschluss in Sportwissenschaft und Sportpsychologie (Sport and Exercise Science) von der University of Leeds hat, machte sein Debüt in der A-Nationalmannschaft im Jahre 2008 beim Qualifikationsturnier zur Wasserball-Europameisterschaft 2008 in Dubrovnik. Noch im gleichen Jahr war der auf der offiziellen Webpräsenz der Olympischen Spiele mit einer Größe von 1,94 m und einem Gewicht von 96 kg gelistete Torhüter an der Qualifikation des britischen Teams an der Junioren-Wasserball-Europameisterschaft desselben Jahres beteiligt, wo das Team schließlich auf dem 13. Platz rangierend vom Turnier ausschied. Danach avancierte Holland zu einem starken Rückhalt in seiner jeweiligen Mannschaft und nahm als Teil der britischen Wasserballauswahl an den European B Championships in der Schweiz teil, wo die Mannschaft zum Ende des Turniers den vierten Platz belegte. Bei einem weiteren Wasserballturnier desselben Jahres in Istanbul wurde Holland gar zum besten Torhüter des Bewerbs ausgezeichnet. Des Weiteren war er Teil des A-Nationalteamkaders bei der Qualifikation zu den European A Championships und dem Qualifikationsturnier für die FINA Water Polo World League desselben Jahres. Unter professionellen Verhältnissen spielte er in den letzten Jahren auf Vereinsbasis bei der Wasserballabteilung der PSV Eindhoven in den Niederlanden sowie bei Pays d’Aix Natation in der französischen Universitätsstadt Aix-en-Provence. Bei Aix Natation, wie die Sportvereinigung meist genannt wird, avancierte Holland rasch zu einem Stammspieler im Tor des französischen Erstligisten. Beim Wasserballturnier der Olympischen Sommerspiele 2012 nahm das Vereinigte Königreich als Veranstalter der Olympischen Spiele erstmals seit 56 Jahren wieder mit einer britischen Wasserballnationalauswahl am besagten Wettbewerb teil. Dort konnten sich die Briten rund um Torwart Matt Holland nicht durchsetzen und belegten in ihrer Vorrundengruppe den letzten Platz.